# Aud Inger Aure
Aud Inger Aure (* 12. November 1942 in Averøy; † 7. Juni 2023) war eine norwegische Politikerin der christdemokratischen Kristelig Folkeparti (KrF). Von Oktober 1997 bis März 1999 war sie die Justizministerin ihres Landes.

## Leben
Nach dem Abschluss ihrer Zeit an der Realschule im Jahr 1962 arbeitete Aure bis 1967 bei der Post als Assistentin. Später war sie als Buchhalterin tätig, darunter eine Zeit lang in ihrer eigenen Firma. Ihre Hochschulreife erlangte sie im Jahr 1981. Von 1985 bis 1993 war sie als Wirtschaftsberaterin und Betriebsleiterin tätig, bevor sie bis 1994 als Beraterin beim Fylkesmann von Møre og Romsdal und danach bis 1995 für die Kommune Kristiansund tätig war. Im Jahr 1993 beendete sie ihr Studium der Rechtswissenschaften. Aure engagierte sich in dieser Zeit auch in der Lokalpolitik und saß zwischen 1979 und 1983 im Stadtrat von Kristiansund. Danach war sie bis 1995 Abgeordnete im Fylkesting von Møre og Romsdal.
Sowohl bei der Parlamentswahl 1985 als auch bei der im Jahr 1989 wurde sie sogenannte Vararepresentantin, also Ersatzabgeordnete, für das norwegische Nationalparlament Storting. Als solche kam Aure von Oktober 1989 bis November 1990 zum Einsatz, als sie den damaligen Außenminister Kjell Magne Bondevik im Parlament vertrat. In dieser Zeit war sie stellvertretende Vorsitzende im Kontrollausschuss und Mitglied im Justizausschuss. Im Jahr 1995 kehrte sie in die Kommunalpolitik von Kristiansund zurück, wo Aure zwischen 1995 und 1997 als Bürgermeisterin der Gemeinde fungierte. Sie war in Kristiansund die erste Frau in dieser Position.
Am 17. Oktober 1997 wurde Aure zur Ministerin im Justiz- und Polizeiministerium in der Regierung Bondevik I ernannt. Sie übte das Amt bis zum 15. März 1999 aus und wurde anschließend von Odd Einar Dørum aus der liberalen Partei Venstre ersetzt. Zuvor war sie ab Januar 1999 bereits beurlaubt gewesen. Ihr Rücktritt geschah nach einem Herzinfarkt aus gesundheitlichen Gründen. Sie kehrte daraufhin für kurze Zeit zu ihrem Posten als Bürgermeisterin von Kristiansund zurück, bevor Dagfinn Ripnes von der konservativen Partei Høyre wieder übernahm.